# دیمین اینگلیس
دیمین اینگلیس (انگلیسی: Damien Inglis؛ زادهٔ ۲۰ مهٔ ۱۹۹۵) بازیکن بسکتبال اهل فرانسه است.

## حرفه
از باشگاه‌هایی که در آن بازی کرده‌است می‌توان به کورال روان و میلواکی باکس اشاره کرد.